# Nazionale maschile di hockey su pista dell'Argentina
La nazionale di hockey su pista dell'Argentina è la selezione maschile di hockey su pista che rappresenta l'Argentina in ambito internazionale. Attiva dal 1956, opera sotto la giurisdizione della Federazione di pattinaggio dell'Argentina.
È una delle nazionali più titolate al mondo; nel suo palmarès può vantare sei campionati mondiali, tredici campionati sudamericani, nove campionato panamericani e quattro coppe delle nazioni; può vantare inoltre un oro ai giochi olimpici estivi (Barcellona 1992), unica nazionale ad aver vinto il torneo olimpico.

## Statistiche dettagliate sui tornei internazionali

### Campionato mondiale
| Edizione                 | Piazzamento      | V  | N | P | Gol    |
| ------------------------ | ---------------- | -- | - | - | ------ |
| Stoccarda 1936           | Non partecipante | -  | - | - | -      |
| Montreux 1939            | Non partecipante | -  | - | - | -      |
| Lisbona 1947             | Non partecipante | -  | - | - | -      |
| Montreux 1948            | Non partecipante | -  | - | - | -      |
| Lisbona 1949             | Non partecipante | -  | - | - | -      |
| Milano 1950              | Non partecipante | -  | - | - | -      |
| Barcellona 1951          | Non partecipante | -  | - | - | -      |
| Porto 1952               | Non partecipante | -  | - | - | -      |
| Ginevra 1953             | Non partecipante | -  | - | - | -      |
| Barcellona 1954          | Non partecipante | -  | - | - | -      |
| Milano 1955              | Non partecipante | -  | - | - | -      |
| Porto 1956               | Non partecipante | -  | - | - | -      |
| Porto 1958               | Non partecipante | -  | - | - | -      |
| Madrid 1960              | 3º posto         | 6  | 1 | 2 | 34:24  |
| Santiago del Cile 1962   | 5º posto         | 5  | 0 | 4 | 21:26  |
| Barcellona 1964          | 5º posto         | 4  | 1 | 4 | 35:20  |
| San Paolo 1966           | 3º posto         | 5  | 2 | 2 | 25:19  |
| Porto 1968               | 3º posto         | 5  | 3 | 1 | 26:12  |
| San Juan 1970            | 4º posto         | 6  | 2 | 2 | 55:22  |
| La Coruña 1972           | 3º posto         | 7  | 2 | 2 | 45:16  |
| Lisbona 1974             | 3º posto         | 7  | 3 | 1 | 41:22  |
| Oviedo 1976              | 2º posto         | 8  | 2 | 1 | 78:18  |
| San Juan 1978            | Campione (1º)    | 10 | 1 | 0 | 78:9   |
| Talcahuano 1980          | 2º posto         | 8  | 1 | 1 | 84:16  |
| Barcelos 1982            | 3º posto         | 14 | 0 | 2 | 113:24 |
| Novara 1984              | Campione (2º)    | 9  | 0 | 0 | 33:14  |
| Sertãozinho 1986         | 4º posto         | 5  | 1 | 3 | 44:21  |
| A Coruña 1988            | 4º posto         | 6  | 0 | 3 | 39:18  |
| San Juan 1989            | Quarti di finale | 7  | 0 | 1 | 61:17  |
| Porto 1991               | 3º posto         | 4  | 1 | 3 | 28:16  |
| Sesto San Giovanni 1993̝  | 3º posto         | 6  | 1 | 1 | 44:27  |
| Recife 1995              | Campione (3º)    | 7  | 0 | 1 | 57:13  |
| Wuppertal 1997           | 2º posto         | 6  | 1 | 1 | 45:17  |
| Reus 1999                | Campione (4º)    | 7  | 1 | 0 | 46:7   |
| San Juan 2001            | 2º posto         | 5  | 0 | 1 | 53:10  |
| Oliveira de Azeméis 2003 | 4º posto         | 4  | 0 | 2 | 48:9   |
| San Jose 2005            | 2º posto         | 5  | 0 | 1 | 41:6   |
| Montreux 2007            | 3º posto         | 4  | 1 | 1 | 27:9   |
| Vigo 2009                | 2º posto         | 5  | 0 | 1 | 40:11  |
| San Juan 2011            | 2º posto         | 5  | 0 | 1 | 41:16  |
| Luanda 2013              | 2º posto         | 5  | 0 | 1 | 30:12  |
| La Roche-sur-Yon 2015    | Campione (5º)    | 6  | 0 | 0 | 36:9   |
| Nanchino 2017            | 3º posto         | 5  | 0 | 1 | 24:15  |
| Barcellona 2019          | 2º posto         | 4  | 2 | 0 | 26:4   |
| San Juan 2022            | Campione (6º)    | 6  | 0 | 0 | 35:7   |
| Novara 2024              | 2º posto         | 4  | 1 | 1 | 30:14  |

Dettagli:
- Partecipazioni al Campionato mondiale: 33
- Non partecipante: 13
- Partite disputate: 258
- Vittorie: 188
- Pareggi: 26
- Sconfitte: 44
- Gol fatti: 1.371
- Gol subiti: 480

### Campionato Sudamericano/Copa America
| Edizione               | Piazzamento      | V | N | P | Gol   |
| ---------------------- | ---------------- | - | - | - | ----- |
| San Paolo 1954         | Non partecipante | - | - | - | -     |
| Santiago del Cile 1956 | 3º posto         | 2 | 1 | 1 | 20:9  |
| Montevideo 1959        | Campione (1º)    | 3 | 1 | 0 | 17:4  |
| Buenos Aires 1963      | Campione (2º)    | 3 | 0 | 0 | 15:4  |
| Concepción 1966        | 2º posto         | 1 | 1 | 0 | 5:2   |
| Mendoza 1967           | Campione (3º)    | 3 | 1 | 0 | 14:1  |
| Medellín 1969          | 2º posto         | 3 | 0 | 1 | 13:3  |
| San Paolo 1971         | Campione (4º)    | 2 | 1 | 0 | 12:4  |
| Montevideo 1973        | 2º posto         | 1 | 2 | 0 | 8:2   |
| Mar del Plata 1975     | Campione (5º)    | 4 | 0 | 0 | 7:3   |
| Santiago del Cile 1977 | Campione (6º)    | 2 | 2 | 0 | 16:11 |
| Santos 1979            | 2º posto         | 1 | 0 | 1 | 4:3   |
| Maldonado 1981         | Campione (7º)    | 4 | 0 | 0 | 36:3  |
| San Juan 1984          | Campione (8º)    | 3 | 0 | 0 | 20:3  |
| Santiago del Cile 1985 | Campione (9º)    | 2 | 1 | 0 | 28:5  |
| Sertãozinho 1987       | Campione (10º)   | 2 | 1 | 1 | 19:12 |
| Tres Arroyos 1990      | 2º posto         | 1 | 1 | 2 | 14:15 |
| Viña del Mar 2004      | Campione (11º)   | 5 | 0 | 0 | 35:7  |
| Recife 2007            | Campione (12º)   | 5 | 2 | 1 | 57:25 |
| Buenos Aires 2008      | Campione (13º)   | 5 | 0 | 1 | 41:10 |
| Vic 2010               | 2º posto         | 5 | 0 | 1 | 40:14 |

Dettagli:
- Partecipazioni al Campionato Sudamericano/Copa America: 20
- Non partecipante: 1
- Partite disputate: 80
- Vittorie: 57
- Pareggi: 14
- Sconfitte: 9
- Gol fatti: 421
- Gol subiti: 140

### Campionato Panamericano
| Edizione           | Piazzamento      | V | N | P | Gol   |
| ------------------ | ---------------- | - | - | - | ----- |
| San Juan 1979      | Campione (1º)    | 3 | 1 | 0 | 59:5  |
| Sertãozinho 1983   | 3º posto         | 2 | 1 | 3 | 23:23 |
| Indianapolis 1987  | Campione (2º)    | 5 | 1 | 0 | 40:10 |
| L'Avana 1991       | Campione (3º)    | 5 | 0 | 0 | 50:8  |
| L'Avana 1993       | Campione (4º)    | 5 | 0 | 0 | 56:4  |
| Mar del Plata 1995 | Campione (5º)    | 4 | 0 | 0 | 55:5  |
| Mar del Plata 2005 | Campione (6º)    | 5 | 0 | 0 | 52:5  |
| Rosario 2011       | Campione (7º)    | 3 | 1 | 0 | 30:4  |
| Bogotà 2018        | Campione (8º)    | 8 | 0 | 0 | 60:3  |
| Stuart 2021        | Non partecipante | - | - | - | -     |
| Bogotà 2024        | Campione (9º)    | 5 | 0 | 1 | 42:11 |

Dettagli:
- Partecipazioni al Campionato Panamericano: 10
- Non partecipante: 1
- Partite disputate: 53
- Vittorie: 45
- Pareggi: 4
- Sconfitte: 4
- Gol fatti: 467
- Gol subiti: 78

## Palmarès
- Campionato mondiale: 6

San Juan 1978, Novara 1984, Recife 1995, Reus 1999, La Roche-sur-Yon 2015, San Juan 2022
- Campionato Sudamericano/Coppa America: 13 (record)

Montevideo 1959, Buenos Aires 1963, Mendoza 1967, San Paolo 1971, Mar del Plata 1975, Santiago del Cile 1977, Maldonado 1981, San Juan 1984, Santiago del Cile 1985, Sertãozinho 1987, Viña del Mar 2004, Recife 2007, Buenos Aires 2008
- Campionato Panamericano: 9 (record)

San Juan 1979, Indianapolis 1987, L'Avana 1991, L'Avana 1993, Mar del Plata 1995, Mar del Plata 2005, Rosario 2011, Bogotà 2018, Bogotà 2024
- Coppa delle Nazioni: 4

1989, 1993, 2017, 2024
- Torneo Olimpico: 1

Barcellona 1992

## Riepilogo piazzamenti
| Competizione                          |    |    |    | Tot. |
| ------------------------------------- | -- | -- | -- | ---- |
| Campionato mondiale                   | 6  | 10 | 10 | 26   |
| Campionato Sudamericano/Coppa America | 13 | 6  | 1  | 20   |
| Campionato Panamericano               | 9  | 0  | 1  | 10   |
| Coppa delle Nazioni                   | 4  | 4  | 4  | 12   |
| Giochi olimpici estivi                | 1  | 0  | 0  | 1    |
| Giochi mondiali                       | 0  | 1  | 1  | 2    |
| Generale                              | 33 | 21 | 17 | 71   |